# UOttawa (métro léger d'Ottawa)
uOttawa est une station de train léger située à Ottawa, Ontario (Canada). Elle est située sur la ligne 1 du réseau O-Train. Elle est située sur le campus principal de l'Université d'Ottawa.

## Emplacement
Située juste à l'est du canal Rideau, à la hauteur de la rue Somerset, la station dessert la section sud de l'Université d'Ottawa, de même que les quartiers Triangle d'Or et Côte-de-Sable. 
En plus de l'université, on trouve à proximité de la station l'hôtel de ville d'Ottawa. 

## Aménagement

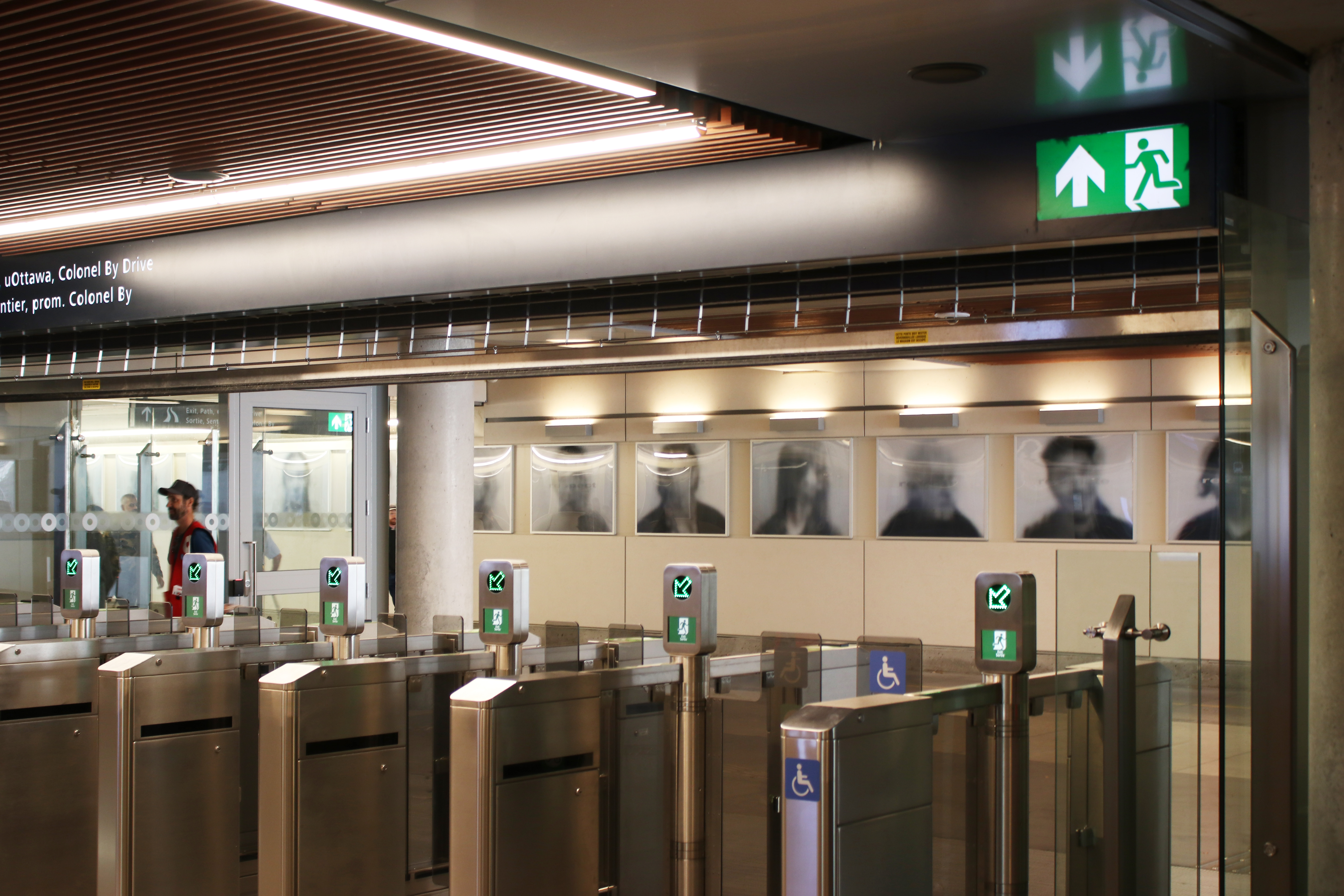
L'accès principal se fait à même un tunnel piétonnier et cyclable, où est installée un œuvre de Derek Michael Besant.

uOttawa est une station au niveau du sol à quais latéraux. Un édicule donnant accès depuis le campus jouxte directement le quai direction Tunney's Pasture. L'accès principal et la salle de contrôle sont néanmoins situés à même un tunnel piétonnier et cyclable reliant le campus au canal, à la promenade du Colonel-By et la passerelle Corktown. 
La station intègre deux œuvres d'art. La première, Train of Thought de Derek Michael Besant, est une série de portraits situés dans le tunnel piétonnier et cyclable, dont l’apparence se modifie au passage. L'autre, Sphere Field de Kenneth Emig, est une sculpture représentant une sphère en miroir dans une vitrine en verre. Elle est située sur la place juste au nord de la station.

## Histoire

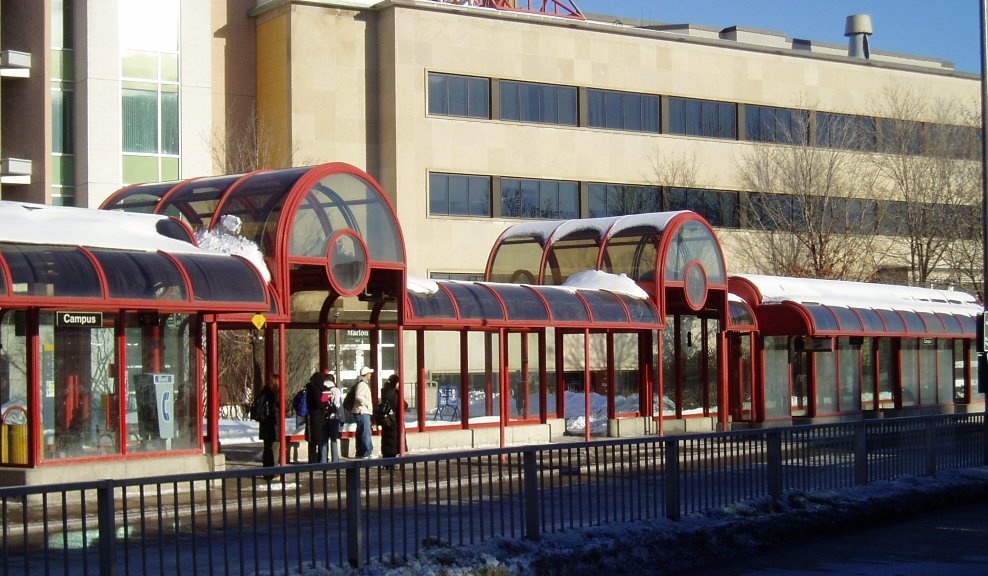
La station uOttawa, autrefois nommée « Campus », servait de point d'arrêt sur le réseau de BHNS Transitway.

### Station de Transitway
La station uOttawa remplace la station Campus, station de bus rapide située sur le Transitway d’Ottawa. La station avait été inaugurée en 1985. La passerelle de Corktown sur le canal Rideau est construite en 2006 afin de relier la station Campus au quartier du Triangle d’or à l’est de la rue Elgin. 
« Campus » est d'ailleurs le nom en usage lors des phases de planification du réseau. La station devient une station d'O-Train le 14 septembre 2019 et son nom est changé pour « uOttawa ». 

### Doline de la rue Waller
Dans la nuit du 21 au 22 février 2014, une doline se forme dans la rue Waller entre les stations Rideau et uOttawa. L'affaissement, causé par les travaux de creusage du tunnel d'O-Train retarde de quelques semaines les travaux de construction.